# Collegio elettorale di San Donà di Piave
Il collegio di San Donà di Piave fu un collegio elettorale uninominale della Repubblica Italiana appartenente alla circoscrizione Veneto; fu utilizzato per eleggere un senatore della Repubblica dalla I alla XI legislatura.

## Storia
Il collegio venne creato nel 1948 secondo la legge n. 29 del 6 febbraio 1948 la quale, pur basandosi sull'impianto proporzionale in vigore per la Camera, rispetto a quest'ultima conteneva alcuni piccoli correttivi in senso maggioritario. Tale legge ebbe il suo definitivo perfezionamento col Testo Unico n. 361 del 1957. Differentemente dalla Camera, la legge elettorale del Senato si articolava su base regionale, seguendo il dettato costituzionale (art.57). Ogni Regione era suddivisa in tanti collegi uninominali quanti erano i seggi ad essa assegnati. All'interno di ciascun collegio, veniva eletto il candidato che avesse raggiunto il quorum del 65% delle preferenze: tale soglia, oggettivamente di difficilissimo conseguimento, tradiva l'impianto proporzionale su cui era concepito anche il sistema elettorale della Camera Alta. Qualora, come normalmente avveniva, nessun candidato avesse conseguito l'elezione, i voti di tutti i candidati venivano raggruppati in liste di partito a livello regionale, dove i seggi venivano allocati utilizzando il metodo D'Hondt delle maggiori medie statistiche e quindi, all'interno di ciascuna lista, venivano dichiarati eletti i candidati con le migliori percentuali di preferenza.
Il collegio di San Donà di Piave venne abrogato nel 1993, con la cosiddetta Legge Mattarella (Legge n. 276, Norme per l'elezione del Senato della Repubblica), attuata in seguito al referendum abrogativo del 1993. Con la legge Mattarella venne istituito per la Camera dei deputati e per il Senato della Repubblica un sistema di elezione misto, in parte maggioritario e in parte proporzionale. Il 75% dei parlamentari dell'assemblea veniva eletto in collegi uninominali tramite sistema maggioritario a turno unico; il restante 25% al Senato veniva eletto tramite recupero proporzionale dei più votati non eletti attraverso un meccanismo di calcolo denominato "scorporo", cioè sottraendo dal conteggio dei voti totali di una lista nella parte proporzionale i voti ottenuti dai candidati collegati alla medesima lista che erano eletti nei collegi uninominali con il sistema maggioritario.

### Territorio
Il collegio di San Donà di Piave era uno dei 19 collegi uninominali in cui era suddivisa il Veneto; era compreso nelle province di Treviso e di Venezia e comprendeva i seguenti comuni: Annone Veneto, Caorle, Ceggia, Cessalto, Cinto Caomaggiore, Chiarano, Concordia Sagittaria, Fossalta di Piave, Fossalta di Portogruaro, Grisolera, Gruaro, Jesolo, Meduna di Livenza, Motta di Livenza, Noventa di Piave, Portogruaro, Pramaggiore, San Donà di Piave, San Michele al Tagliamento, San Stino di Livenza, Teglio Veneto, Torre di Mosto e Venezia (in particolare la frazione di Cà Vio).

## Dati elettorali

### I legislatura
|                                                                                | Celeste Bastianetto ✔️ Eletto | Democrazia Cristiana                             | 44 160 | 55,00 |  |  |  |  |  |
|                                                                                | Luigi Martignoni              | Fronte Democratico Popolare                      | 23 234 | 28,94 |  |  |  |  |  |
|                                                                                | Vittorio Nardini              | Unità Socialista - Partito Repubblicano Italiano | 9 580  | 11,93 |  |  |  |  |  |
|                                                                                | Ernesto Pietriboni            | Blocco Nazionale                                 | 1 825  | 2,27  |  |  |  |  |  |
|                                                                                | Augusto Bellini               | Indipendente                                     | 1 497  | 1,86  |  |  |  |  |  |
| Totale                                                                         | Totale                        | Totale                                           | 80 296 | 100   |  |  |  |  |  |
|                                                                                |                               |                                                  |        |       |  |  |  |  |  |
| Voti non validi                                                                | Voti non validi               | Voti non validi                                  | 5 185  | 6,07  |  |  |  |  |  |
| Votanti                                                                        | Votanti                       | Votanti                                          | 85 481 | 93,71 |  |  |  |  |  |
| Elettori                                                                       | Elettori                      | Elettori                                         | 91 215 |       |  |  |  |  |  |
|                                                                                |                               |                                                  |        |       |  |  |  |  |  |
| Nota: quorum del 65% non raggiunto; ripartizione dei seggi a livello regionale |                               |                                                  |        |       |  |  |  |  |  |
| Data: 18 aprile 1948                                                           |                               |                                                  |        |       |  |  |  |  |  |
| Fonte: Ministero dell'interno                                                  |                               |                                                  |        |       |  |  |  |  |  |

### II legislatura
|                                                                                | Celeste Bastianetto   | Democrazia Cristiana           | 42 469 | 49,64 |  |  |  |  |  |
|                                                                                | Guido Giacometti      | Partito Socialista Italiano    | 17 550 | 20,51 |  |  |  |  |  |
|                                                                                | Riccardo Ravagnan     | Partito Comunista Italiano     | 14 218 | 16,62 |  |  |  |  |  |
|                                                                                | Eugenio Casagrande    | Movimento Sociale Italiano     | 4 362  | 5,10  |  |  |  |  |  |
|                                                                                | Edmondo Bacchini      | Partito Nazionale Monarchico   | 2 330  | 2,72  |  |  |  |  |  |
|                                                                                | Giovanni Zironda      | Partito Liberale Italiano      | 2 283  | 2,67  |  |  |  |  |  |
|                                                                                | Agostino Dal Bo Zanon | Unità Popolare                 | 1 627  | 1,90  |  |  |  |  |  |
|                                                                                | Guido Massaro         | Alleanza Democratica Nazionale | 517    | 0,60  |  |  |  |  |  |
|                                                                                | Gaetano Contursi Lisi | Partito Repubblicano Italiano  | 205    | 0,24  |  |  |  |  |  |
| Totale                                                                         | Totale                | Totale                         | 85 561 | 100   |  |  |  |  |  |
|                                                                                |                       |                                |        |       |  |  |  |  |  |
| Voti non validi                                                                | Voti non validi       | Voti non validi                | 6 165  | 6,72  |  |  |  |  |  |
| Votanti                                                                        | Votanti               | Votanti                        | 91 726 | 94,51 |  |  |  |  |  |
| Elettori                                                                       | Elettori              | Elettori                       | 97 056 |       |  |  |  |  |  |
|                                                                                |                       |                                |        |       |  |  |  |  |  |
| Nota: quorum del 65% non raggiunto; ripartizione dei seggi a livello regionale |                       |                                |        |       |  |  |  |  |  |
| Data: 7 giugno 1953                                                            |                       |                                |        |       |  |  |  |  |  |
| Fonte: Ministero dell'interno                                                  |                       |                                |        |       |  |  |  |  |  |

### III legislatura
|                                                                                | Attilio Venudo          | Democrazia Cristiana                    | 43 174 | 48,43 |  |  |  |  |  |
|                                                                                | Giusto Tolloy ✔️ Eletto | Partito Socialista Italiano             | 20 240 | 22,70 |  |  |  |  |  |
|                                                                                | Riccardo Ravagnan       | Partito Comunista Italiano              | 11 952 | 13,41 |  |  |  |  |  |
|                                                                                | Giovanni Nardini        | Partito Socialista Democratico Italiano | 6 492  | 7,28  |  |  |  |  |  |
|                                                                                | Agostino Bellati        | PNM - MSI                               | 3 021  | 3,39  |  |  |  |  |  |
|                                                                                | Marco Belli             | Partito Liberale Italiano               | 2 659  | 2,98  |  |  |  |  |  |
|                                                                                | Ferruccio Silvestri     | Partito Monarchico Popolare             | 1 049  | 1,18  |  |  |  |  |  |
|                                                                                | Fulvio Bizzarini        | PRI - PR                                | 569    | 0,64  |  |  |  |  |  |
| Totale                                                                         | Totale                  | Totale                                  | 89 156 | 100   |  |  |  |  |  |
|                                                                                |                         |                                         |        |       |  |  |  |  |  |
| Voti non validi                                                                | Voti non validi         | Voti non validi                         | 4 348  | 4,65  |  |  |  |  |  |
| Votanti                                                                        | Votanti                 | Votanti                                 | 93 504 | 93,89 |  |  |  |  |  |
| Elettori                                                                       | Elettori                | Elettori                                | 99 584 |       |  |  |  |  |  |
|                                                                                |                         |                                         |        |       |  |  |  |  |  |
| Nota: quorum del 65% non raggiunto; ripartizione dei seggi a livello regionale |                         |                                         |        |       |  |  |  |  |  |
| Data: 25 maggio 1958                                                           |                         |                                         |        |       |  |  |  |  |  |
| Fonte: Ministero dell'interno                                                  |                         |                                         |        |       |  |  |  |  |  |

### IV legislatura
|                                                                                | Attilio Venudo ✔️ Eletto           | Democrazia Cristiana                    | 42 303  | 46,39 |  |  |  |  |  |
|                                                                                | Giusto Tolloy ✔️ Eletto            | Partito Socialista Italiano             | 19 750  | 21,66 |  |  |  |  |  |
|                                                                                | G. Giaquinto                       | Partito Comunista Italiano              | 14 793  | 16,22 |  |  |  |  |  |
|                                                                                | G. Gavagnin                        | Partito Socialista Democratico Italiano | 7 394   | 8,11  |  |  |  |  |  |
|                                                                                | R. Romiati                         | Partito Liberale Italiano               | 3 349   | 3,67  |  |  |  |  |  |
|                                                                                | Lodovico Foscari Widmann Rezzonico | Movimento Sociale Italiano              | 3 216   | 3,53  |  |  |  |  |  |
|                                                                                | Fulvio Bizzarini                   | Partito Repubblicano Italiano           | 376     | 0,41  |  |  |  |  |  |
| Totale                                                                         | Totale                             | Totale                                  | 91 181  | 100   |  |  |  |  |  |
|                                                                                |                                    |                                         |         |       |  |  |  |  |  |
| Voti non validi                                                                | Voti non validi                    | Voti non validi                         | 3 902   | 4,10  |  |  |  |  |  |
| Votanti                                                                        | Votanti                            | Votanti                                 | 95 083  | 94,40 |  |  |  |  |  |
| Elettori                                                                       | Elettori                           | Elettori                                | 100 728 |       |  |  |  |  |  |
|                                                                                |                                    |                                         |         |       |  |  |  |  |  |
| Nota: quorum del 65% non raggiunto; ripartizione dei seggi a livello regionale |                                    |                                         |         |       |  |  |  |  |  |
| Data: 28 aprile 1963                                                           |                                    |                                         |         |       |  |  |  |  |  |
| Fonte: Ministero dell'interno                                                  |                                    |                                         |         |       |  |  |  |  |  |

### V legislatura
|                                                                                | Alfeo Zanini    | Democrazia Cristiana          | 44 433  | 46,49 |  |  |  |  |  |
|                                                                                | G. Di Prisco    | PCI - PSIUP                   | 22 956  | 24,02 |  |  |  |  |  |
|                                                                                | Giusto Tolloy   | PSI-PSDI Unificati            | 20 238  | 21,17 |  |  |  |  |  |
|                                                                                | G. Zingales     | Partito Liberale Italiano     | 3 834   | 4,01  |  |  |  |  |  |
|                                                                                | E. Zennaro      | MSI - PDIUM                   | 3 285   | 3,44  |  |  |  |  |  |
|                                                                                | M. E. Sguerzi   | Partito Repubblicano Italiano | 837     | 0,88  |  |  |  |  |  |
| Totale                                                                         | Totale          | Totale                        | 95 583  | 100   |  |  |  |  |  |
|                                                                                |                 |                               |         |       |  |  |  |  |  |
| Voti non validi                                                                | Voti non validi | Voti non validi               | 4 569   | 4,56  |  |  |  |  |  |
| Votanti                                                                        | Votanti         | Votanti                       | 100 152 | 94,55 |  |  |  |  |  |
| Elettori                                                                       | Elettori        | Elettori                      | 105 920 |       |  |  |  |  |  |
|                                                                                |                 |                               |         |       |  |  |  |  |  |
| Nota: quorum del 65% non raggiunto; ripartizione dei seggi a livello regionale |                 |                               |         |       |  |  |  |  |  |
| Data: 19 maggio 1968                                                           |                 |                               |         |       |  |  |  |  |  |
| Fonte: Ministero dell'interno                                                  |                 |                               |         |       |  |  |  |  |  |

### VI legislatura
|                                                                                | Giuseppe Pizzolitto        | Democrazia Cristiana                    | 45 267  | 44,75 |  |  |  |  |  |
|                                                                                | Adelio Albarello           | PCI - PSIUP                             | 22 750  | 22,49 |  |  |  |  |  |
|                                                                                | Augusto Talamona ✔️ Eletto | Partito Socialista Italiano             | 16 254  | 16,07 |  |  |  |  |  |
|                                                                                | Lorenzo Gavagnin           | Partito Socialista Democratico Italiano | 7 539   | 7,45  |  |  |  |  |  |
|                                                                                | Giovanni Forner            | Movimento Sociale Italiano              | 5 013   | 4,96  |  |  |  |  |  |
|                                                                                | C. Dejak                   | Partito Liberale Italiano               | 3 050   | 3,01  |  |  |  |  |  |
|                                                                                | Antonio Fanzago            | Partito Repubblicano Italiano           | 1 292   | 1,28  |  |  |  |  |  |
| Totale                                                                         | Totale                     | Totale                                  | 101 165 | 100   |  |  |  |  |  |
|                                                                                |                            |                                         |         |       |  |  |  |  |  |
| Voti non validi                                                                | Voti non validi            | Voti non validi                         | 4 433   | 4,20  |  |  |  |  |  |
| Votanti                                                                        | Votanti                    | Votanti                                 | 105 598 | 94,94 |  |  |  |  |  |
| Elettori                                                                       | Elettori                   | Elettori                                | 111 224 |       |  |  |  |  |  |
|                                                                                |                            |                                         |         |       |  |  |  |  |  |
| Nota: quorum del 65% non raggiunto; ripartizione dei seggi a livello regionale |                            |                                         |         |       |  |  |  |  |  |
| Data: 7 maggio 1972                                                            |                            |                                         |         |       |  |  |  |  |  |
| Fonte: Ministero dell'interno                                                  |                            |                                         |         |       |  |  |  |  |  |

### VII legislatura
|                                                                                | Giuliano Gusso ✔️ Eletto   | Democrazia Cristiana                    | 49 693  | 45,68 |  |  |  |  |  |
|                                                                                | Nereo Vanzan               | Partito Comunista Italiano              | 29 763  | 27,36 |  |  |  |  |  |
|                                                                                | Augusto Talamona ✔️ Eletto | Partito Socialista Italiano             | 15 505  | 14,25 |  |  |  |  |  |
|                                                                                | Lorenzo Gavagnin           | Partito Socialista Democratico Italiano | 6 165   | 5,67  |  |  |  |  |  |
|                                                                                | Giovanni Forner            | Movimento Sociale Italiano              | 3 863   | 3,55  |  |  |  |  |  |
|                                                                                | Antonio Fanzago            | Partito Repubblicano Italiano           | 2 004   | 1,84  |  |  |  |  |  |
|                                                                                | Augusto Premoli            | Partito Liberale Italiano               | 1 161   | 1,07  |  |  |  |  |  |
|                                                                                | Ugo Sandroni               | Partito Radicale                        | 541     | 0,50  |  |  |  |  |  |
|                                                                                | Italo Margiocco            | Nuovo Partito Popolare                  | 87      | 0,08  |  |  |  |  |  |
| Totale                                                                         | Totale                     | Totale                                  | 108 782 | 100   |  |  |  |  |  |
|                                                                                |                            |                                         |         |       |  |  |  |  |  |
| Voti non validi                                                                | Voti non validi            | Voti non validi                         | 3 402   | 3,03  |  |  |  |  |  |
| Votanti                                                                        | Votanti                    | Votanti                                 | 112 184 | 95,74 |  |  |  |  |  |
| Elettori                                                                       | Elettori                   | Elettori                                | 117 170 |       |  |  |  |  |  |
|                                                                                |                            |                                         |         |       |  |  |  |  |  |
| Nota: quorum del 65% non raggiunto; ripartizione dei seggi a livello regionale |                            |                                         |         |       |  |  |  |  |  |
| Data: 20 giugno 1976                                                           |                            |                                         |         |       |  |  |  |  |  |
| Fonte: Ministero dell'interno                                                  |                            |                                         |         |       |  |  |  |  |  |

### VIII legislatura
|                                                                                | Giuliano Gusso ✔️ Eletto    | Democrazia Cristiana                         | 49 451  | 44,74 |  |  |  |  |  |
|                                                                                | Giorgio Granzotto ✔️ Eletto | Partito Comunista Italiano                   | 29 962  | 27,11 |  |  |  |  |  |
|                                                                                | Augusto Talamona ✔️ Eletto  | Partito Socialista Italiano                  | 14 511  | 13,13 |  |  |  |  |  |
|                                                                                | M. Rossi                    | Partito Socialista Democratico Italiano      | 6 718   | 6,08  |  |  |  |  |  |
|                                                                                | Giovanni Forner             | Movimento Sociale Italiano                   | 3 798   | 3,44  |  |  |  |  |  |
|                                                                                | Antonio Fanzago             | Partito Repubblicano Italiano                | 2 065   | 1,87  |  |  |  |  |  |
|                                                                                | L. Veronese                 | Partito Liberale Italiano                    | 1 821   | 1,65  |  |  |  |  |  |
|                                                                                | L. Gusso                    | Partito Radicale - Nuova Sinistra Unita      | 1 616   | 1,46  |  |  |  |  |  |
|                                                                                | D. A. Demolli               | Costituente di Destra - Democrazia Nazionale | 578     | 0,52  |  |  |  |  |  |
| Totale                                                                         | Totale                      | Totale                                       | 110 520 | 100   |  |  |  |  |  |
|                                                                                |                             |                                              |         |       |  |  |  |  |  |
| Voti non validi                                                                | Voti non validi             | Voti non validi                              | 5 085   | 4,40  |  |  |  |  |  |
| Votanti                                                                        | Votanti                     | Votanti                                      | 115 605 | 92,33 |  |  |  |  |  |
| Elettori                                                                       | Elettori                    | Elettori                                     | 125 209 |       |  |  |  |  |  |
|                                                                                |                             |                                              |         |       |  |  |  |  |  |
| Nota: quorum del 65% non raggiunto; ripartizione dei seggi a livello regionale |                             |                                              |         |       |  |  |  |  |  |
| Data: 3 giugno 1979                                                            |                             |                                              |         |       |  |  |  |  |  |
| Fonte: Ministero dell'interno                                                  |                             |                                              |         |       |  |  |  |  |  |

### IX legislatura
|                                                                                | Giuliano Gusso               | Democrazia Cristiana                    | 42 718  | 37,85 |  |  |  |  |  |
|                                                                                | Sandrino De Toffol ✔️ Eletto | Partito Comunista Italiano              | 28 948  | 25,65 |  |  |  |  |  |
|                                                                                | Gino Giugni ✔️ Eletto        | Partito Socialista Italiano             | 15 969  | 14,15 |  |  |  |  |  |
|                                                                                | Celio Visentini              | Partito Socialista Democratico Italiano | 6 673   | 5,91  |  |  |  |  |  |
|                                                                                | Mario Meneghini              | Movimento Sociale Italiano              | 5 559   | 4,93  |  |  |  |  |  |
|                                                                                | Aldo Giannetti               | Partito Repubblicano Italiano           | 4 693   | 4,16  |  |  |  |  |  |
|                                                                                | Cesare Eugenio Pin           | Partito Liberale Italiano               | 2 376   | 2,11  |  |  |  |  |  |
|                                                                                | Bruno Morellato              | Liga Veneta                             | 1 641   | 1,45  |  |  |  |  |  |
|                                                                                | Alessandro Pisani Ceretti    | Partito Radicale                        | 1 406   | 1,25  |  |  |  |  |  |
|                                                                                | Paolo Perini                 | Democrazia Proletaria                   | 1 405   | 1,24  |  |  |  |  |  |
|                                                                                | Walter Montebovi             | Partito Nazionale Pensionati            | 1 316   | 1,17  |  |  |  |  |  |
|                                                                                | Angelo Plenzio               | Lista per Trieste                       | 168     | 0,15  |  |  |  |  |  |
| Totale                                                                         | Totale                       | Totale                                  | 112 872 | 100   |  |  |  |  |  |
|                                                                                |                              |                                         |         |       |  |  |  |  |  |
| Voti non validi                                                                | Voti non validi              | Voti non validi                         | 6 065   | 5,10  |  |  |  |  |  |
| Votanti                                                                        | Votanti                      | Votanti                                 | 118 937 | 90,33 |  |  |  |  |  |
| Elettori                                                                       | Elettori                     | Elettori                                | 131 672 |       |  |  |  |  |  |
|                                                                                |                              |                                         |         |       |  |  |  |  |  |
| Nota: quorum del 65% non raggiunto; ripartizione dei seggi a livello regionale |                              |                                         |         |       |  |  |  |  |  |
| Data: 26 giugno 1983                                                           |                              |                                         |         |       |  |  |  |  |  |
| Fonte: Ministero dell'interno                                                  |                              |                                         |         |       |  |  |  |  |  |

### X legislatura
|                                                                                | F. Pilla              | Democrazia Cristiana                    | 44 427  | 36,95 |  |  |  |  |  |
|                                                                                | Sandrino De Toffol    | Partito Comunista Italiano              | 28 016  | 23,30 |  |  |  |  |  |
|                                                                                | Gino Giugni ✔️ Eletto | Partito Socialista Italiano             | 21 583  | 17,95 |  |  |  |  |  |
|                                                                                | Ennio Mazzon          | Movimento Sociale Italiano              | 6 207   | 5,16  |  |  |  |  |  |
|                                                                                | F. Tirton             | Partito Socialista Democratico Italiano | 6 096   | 5,07  |  |  |  |  |  |
|                                                                                | B. Montagner          | Partito Repubblicano Italiano           | 2 744   | 2,28  |  |  |  |  |  |
|                                                                                | C. Baccioli           | Liga Veneta-Pensionati Uniti            | 2 608   | 2,17  |  |  |  |  |  |
|                                                                                | G. Reberschak         | Lista Verde                             | 2 496   | 2,08  |  |  |  |  |  |
|                                                                                | W. Araldi             | Partito Radicale                        | 2 442   | 2,03  |  |  |  |  |  |
|                                                                                | F. Pasti              | Partito Liberale Italiano               | 1 900   | 1,58  |  |  |  |  |  |
|                                                                                | Paolo Perini          | Democrazia Proletaria                   | 1 492   | 1,24  |  |  |  |  |  |
|                                                                                | G. Zanutti            | Alleanza Popolare Pensionati            | 236     | 0,20  |  |  |  |  |  |
| Totale                                                                         | Totale                | Totale                                  | 120 247 | 100   |  |  |  |  |  |
|                                                                                |                       |                                         |         |       |  |  |  |  |  |
| Voti non validi                                                                | Voti non validi       | Voti non validi                         | 5 958   | 4,72  |  |  |  |  |  |
| Votanti                                                                        | Votanti               | Votanti                                 | 126 205 | 91,18 |  |  |  |  |  |
| Elettori                                                                       | Elettori              | Elettori                                | 138 417 |       |  |  |  |  |  |
|                                                                                |                       |                                         |         |       |  |  |  |  |  |
| Nota: quorum del 65% non raggiunto; ripartizione dei seggi a livello regionale |                       |                                         |         |       |  |  |  |  |  |
| Data: 14 giugno 1987                                                           |                       |                                         |         |       |  |  |  |  |  |
| Fonte: Ministero dell'interno                                                  |                       |                                         |         |       |  |  |  |  |  |

### XI legislatura
|                                                                                | Gustavo Rui             | Democrazia Cristiana                    | 36 307  | 28,40 |  |  |  |  |  |
|                                                                                | Lucio Strumendo         | Partito Democratico della Sinistra      | 18 472  | 14,45 |  |  |  |  |  |
|                                                                                | Gino Giugni ✔️ Eletto   | Partito Socialista Italiano             | 18 314  | 14,33 |  |  |  |  |  |
|                                                                                | Carletto Baccioli       | Lega Lombarda                           | 17 094  | 13,37 |  |  |  |  |  |
|                                                                                | Massimiliano Orlando    | Lega Autonomia Veneta                   | 7 407   | 5,79  |  |  |  |  |  |
|                                                                                | Ennio Mazzon            | Movimento Sociale Italiano              | 5 763   | 4,51  |  |  |  |  |  |
|                                                                                | Ettore Caregnato        | Partito della Rifondazione Comunista    | 5 755   | 4,50  |  |  |  |  |  |
|                                                                                | Antonio Forza           | Partito Repubblicano Italiano           | 3 888   | 3,04  |  |  |  |  |  |
|                                                                                | Celio Visentin          | Partito Socialista Democratico Italiano | 3 767   | 2,95  |  |  |  |  |  |
|                                                                                | Stefano Boato           | Federazione dei Verdi                   | 3 013   | 2,36  |  |  |  |  |  |
|                                                                                | Fabio Pasti             | Partito Liberale Italiano               | 2 266   | 1,77  |  |  |  |  |  |
|                                                                                | Marco Marchi            | Movimento Veneto Regione Autonoma       | 1 470   | 1,15  |  |  |  |  |  |
|                                                                                | Pietro Ferrari          | Partito Pensionati                      | 953     | 0,75  |  |  |  |  |  |
|                                                                                | Eugenio Anusco D'Andrea | Verdi Federalisti                       | 906     | 0,71  |  |  |  |  |  |
|                                                                                | Franco Mocellin         | Sì Referendum                           | 899     | 0,70  |  |  |  |  |  |
|                                                                                | Guido Dittadi           | Union Veneto                            | 801     | 0,63  |  |  |  |  |  |
|                                                                                | Roberto Doratiotto      | Caccia Pesca Ambiente                   | 658     | 0,51  |  |  |  |  |  |
|                                                                                | Francesco Fochesato     | Federalismo - Pensionati Uomini Vivi    | 96      | 0,08  |  |  |  |  |  |
| Totale                                                                         | Totale                  | Totale                                  | 127 829 | 100   |  |  |  |  |  |
|                                                                                |                         |                                         |         |       |  |  |  |  |  |
| Voti non validi                                                                | Voti non validi         | Voti non validi                         | 5 978   | 4,47  |  |  |  |  |  |
| Votanti                                                                        | Votanti                 | Votanti                                 | 133 807 | 89,67 |  |  |  |  |  |
| Elettori                                                                       | Elettori                | Elettori                                | 149 223 |       |  |  |  |  |  |
|                                                                                |                         |                                         |         |       |  |  |  |  |  |
| Nota: quorum del 65% non raggiunto; ripartizione dei seggi a livello regionale |                         |                                         |         |       |  |  |  |  |  |
| Data: 5 aprile 1992                                                            |                         |                                         |         |       |  |  |  |  |  |
| Fonte: Ministero dell'interno                                                  |                         |                                         |         |       |  |  |  |  |  |